# Kedung Pomahan Kulon
Kedung Pomahan Kulon is een bestuurslaag in het regentschap Purworejo van de provincie Midden-Java, Indonesië. Kedung Pomahan Kulon telt 1607 inwoners (volkstelling 2010).